# براكيموناس وامئية
براكيموناس وامئية (الاسم العلمي: Brachymonas chironomi) هي نوع من البكتيريا، سلبية الغرام، تتبع جنس البراكيموناس.